# Redstone (New Hampshire)
Pour les articles homonymes, voir Redstone.
Redstone est une communauté non incorporée du comté de Carroll dans l'état du New Hampshire aux États-Unis, à proximité de la ville de Conway.